# Завод азотних добрив у Джубайлі (Al-Bayroni)
Завод азотних добрив у Джубайлі (Al-Bayroni) – підприємство хімічної промисловості, яке працює у індустріальному центрі Джубайль на східном узбережжі Саудівської Аравії. 
Проект реалізувала Al-Jubail Fertilizer Company (Al-Bayroni, також певний час була відома як SAMAD), засновниками якої на паритетних засадах стали саудійська SAFCO (дочірня структура нафтохімічної корпорації SABIC) і тайванська Taiwan Fertilizer Company. В 1983-му на майданчику заводу ввели в дію виробництво аміаку та сечовини добовою потужністю 1270 тон та 1950 тон відповідно (номінальна річна потужність при цьому рахувалась на рівні 600 тисяч тон сечовини). Втім, за іншими даними, продукування аміаку почалось лише в 2003-му унаслідок окремого проекту, інвесторами якого стали SAFCO, а також Ibn Al-Baytar, Ar Razi, Petrokemya (інші дочірні структури SABIC, що займаються випуском комплексних добрив, метанолу та олефінів відповідно) і GAS.  
В 1996-му також стало до ладу виробництво 2-етилгексанолу потужністю 470 тон на добу.
Сировиною для виробництва аміаку та 2-етилгексанолу є природний газ, який надходить до Джубайлю по трубопроводах Беррі – Джубайль, Утманія – Беррі, Хурсанія – Беррі, Васіт – Беррі, а з середини 2020-х зможе також надходити по газопроводу Танаджиб – Джубайль.